# Метол
Мето́л (4-метиламинофенол сульфат, параметиламинофенолсульфат, монометилпарааминофенола сернокислая соль) — органическое вещество с формулой (C7H10NO)2SO4. Применяется в чёрно-белой фотографии в качестве проявляющего вещества. В составе проявителей часто сочетается с другими проявляющими веществами, например с гидрохиноном.
Торговые наименования — элон (Kodak, США), монол, метатил, M-143, генол, планетол.

## Физические и химические свойства
Выглядит как порошок из бесцветных или сероватых кристаллов или иголок. Растворим в воде — 5 г на 100 г воды (25 °С), 16,5 г на 100 г воды (100 °C). Плохо растворим в спирте, не растворим в эфире, хлороформе и бензоле. Температура плавления — 250 °C (с разложением).
Быстро окисляется в водных растворах, особенно в щелочных. Для замедления скорости окисления в растворы добавляют сульфит натрия.
Водный раствор метола даёт ряд цветных реакций. Например:
- фиолетовую окраску с меркуриацетатом[3];
- красную окраску с азотной кислотой[1];
- жёлтую окраску с железосинеродистым калием[1].

Для количественного определения метола применяют иодометрический метод, основанный на окислении метола иодом до 4-хинонмонометилимина, либо применяют метод диазотирования с образованием N-нитрозопроизводного.
Обладает проявляющим действием, начиная проявлять в слабокислой среде при pH 6, что позволяет использовать метол в бесщелочных проявителях.

## Получение
В промышленности получают из 4-оксифенилглицина, растворённого в циклогексаноне путем нагрева до 150 °C, что приводит к отщеплению углекислого газа:
{\displaystyle (HO)C_{6}H_{4}(NHCH_{2}COOH)} {\displaystyle {\ce {->[-CO_2]}}} {\displaystyle (HO)C_{6}H_{4}(NHCH_{3})}
После завершения реакции смесь подкисляют расчётным количеством серной кислоты, получая осадок чистого метола.
На заводах Eastman Kodak метол получали из гидрохинона под давлением. Для этого 40 % метиламин смешивали с гидрохиноном и в присутствии бисульфита натрия обрабатывали в автоклаве в течение 4 часов, выдерживая температуру в диапазоне 170—180 °C:
{\displaystyle (HO)C_{6}H_{4}(OH)+CH_{3}NH_{2}} {\displaystyle {\ce {->}}} {\displaystyle (HO)C_{6}H_{4}(NHCH_{3})+H_{2}O}
Реакционную массу затем обрабатывали гидроксидом натрия, получая натриевую соль, которую обрабатывали соляной кислотой для получения вещества технической чистоты. Далее, для очистки соединение перекристаллизовывали в щелочном растворе и затем выделяли в виде сернокислой соли.
Метол также можно получить метилированием 4-аминофенола. Для этого 4-аминофенол обрабатывают метилсульфатом, взятом не более чем в одном эквиваленте, так как в противном случае будет в заметном количестве образовываться диметиловое производное. Вместе с метолом в реакции будет образовываться сульфат 4-аминофенола, который требуется удалять путём подкисления раствора уксусной кислотой и последующим осаживанием бензальдегидом, при этом метол остаётся в растворе. Метол выделяют при концентрировании маточного раствора и затем перекристаллизовывают.

## Применение
Быстрое проявляющее вещество, дает при проявлении мягкое изображение и относительно сильную вуаль. В случае использования метола как единственного проявляющего вещества в растворе изображение будет иметь хорошую проработку теней, но малую плотность в светах. Хорошо проявляет с бурой. Для получения выравнивающих свойств проявители с метолом готовят без щёлочи, используя только сульфит натрия, при этом выравнивающие свойства состава сильно зависят от чистоты сульфита.
Быстро теряет проявляющую способность из-за окисления кислородом, особенно в растворах и на свету. Проявители с метолом чувствительны к изменению температуры и концентрации бромида калия. При увеличении в растворе количества бромида калия время обработки сильно увеличивается.
Может применяться как единственное проявляющее вещество, либо в смесях с другими, например гидрохиноном. В проявителях с гидрохиноном получается хорошая проработка в тенях и светах. Примером популярного метол-гидрохинонового проявителя может служить Kodak D-76.